# Інфіаш (Візела)
Інфіаш (порт. Infias; МФА: [ĩ.ˈfi.ɐʃ]) — парафія в Португалії, у муніципалітеті Візела. Розташована в північно-західній частині країни, на теренах історичної португальської провінції Дору-Міню. Входить до складу округу Брага. За адміністративним поділом, чинним до 1976 року, терени парафії були складовою провінції Міню. Належить до Бразької архідіоцезії Католицької церкви. Патрон — Діва Марія. Площа — 3,1134 км². Населення — 1840 ос. (2011). Середньо урбанізований регіон. Густота населення — 590,99 осіб/км²
. Код — 031404.

## Населення
| Кількість мешканців | Кількість мешканців | Кількість мешканців | Кількість мешканців | Кількість мешканців | Кількість мешканців | Кількість мешканців | Кількість мешканців | Кількість мешканців | Кількість мешканців | Кількість мешканців | Кількість мешканців | Кількість мешканців | Кількість мешканців | Кількість мешканців |
| ------------------- | ------------------- | ------------------- | ------------------- | ------------------- | ------------------- | ------------------- | ------------------- | ------------------- | ------------------- | ------------------- | ------------------- | ------------------- | ------------------- | ------------------- |
| 1864                | 1878                | 1890                | 1900                | 1911                | 1920                | 1930                | 1940                | 1950                | 1960                | 1970                | 1981                | 1991                | 2001                | 2011                |
| 413                 | 427                 | 448                 | 491                 | 549                 | 544                 | 661                 | 833                 | 1 055               | 1 137               | 1 112               | 1 541               | 1 675               | 1 765               | 1 840               |